# Stadio Carlo Speroni
Lo stadio Carlo Speroni è un impianto sportivo di Busto Arsizio, che ospita le partite casalinghe della Pro Patria.
Capace di accogliere fino a 18 000 spettatori negli anni dei maggiori successi biancoblù, lo stadio venne sottoposto nel corso del tempo a varie ristrutturazioni: con la fine del XX Secolo la capienza venne portata a 4627 posti per i supporters locali e 1240 per quanto riguarda gli ospiti, per un'attuale capienza complessiva di 5867 posti.

## Storia
Il primo campo da gioco della Pro Patria fu lo Stadium di via Valle Olona, a Busto Arsizio: inaugurato il 19 ottobre 1919, disponeva di tribune in legno capaci di contenere circa 10 000 spettatori.
Allorché la Pro Patria venne promossa per la prima volta in Serie A, si decise di dotarla di un'infrastruttura più moderna e funzionale: nei pressi dei confini comunali con Castellanza venne pertanto edificato lo Stadio Comunale, costruito nel 1927 e inaugurato il 18 luglio dello stesso anno.
Denominato Stadio Bruno Mussolini tra il 1941 e il 1945, nel 1971 venne intitolato alla memoria del mezzofondista Carlo Speroni, che dopo il ritiro dalle competizioni era stato massaggiatore della Società fino alla morte nel 1969.
Lo stadio ha subito varie ristrutturazioni e ampliamenti, ultima delle quali nel 2009-2010. 
Lo stadio era in passato utilizzato anche per allenamenti e gare di atletica. Dalla fine del 2005 a tale scopo venne però inaugurato il nuovo impianto podistico di Sacconago; anche per questo motivo, con la ristrutturazione del 2009 parte della pista è stata smantellata.
Nel 2022 sono stati inoltre effettuati dei lavori straordinari di manutenzione.
Nel 2024 ha ospitato alcune partite casalinghe della neonata squadra Milan Futuro, militante in Serie C.

## Cronologia delle ultime ristrutturazioni
- Stagione 1998-1999: demolizione e rifacimento della tribuna popolare.
- Estate 2000: tinteggiatura della parte centrale della tribuna popolare con i colori della Pro Patria; sostituzione dei seggiolini della tribuna centrale, installazione dei seggiolini della tribuna laterale, sostituzione della recinzione divisoria tra il campo e la tribuna nord;
- Estate 2002: rifacimento e potenziamento dell'impianto d'illuminazione;
- Estate 2005: rifacimento della tribuna stampa;
- Tra giugno e dicembre 2007: copertura parte centrale della tribuna sud (popolari centrali);
- Stagione 2009-2010: ampliamento della tribuna stampa, creazione locale G.O.S. (Gruppo Operativo Sicurezza), installazione delle telecamere di sorveglianza a circuito chiuso, installazione dei tornelli per la creazione delle zone di pre-filtraggio, ristrutturazione della sala stampa, creazione del locale antidoping e installazione della tribuna aggiuntiva per settore ospiti;
- Estate 2021: posa dei seggiolini nei settori popolari coperti, popolari scoperti locali e popolari scoperti ospiti;
- Estate 2022: rifacimento e potenziamento dell’impianto di illuminazione in linea alle nuove normative della Lega Pro per favorire le riprese televisive.

## Football americano
Il 25 giugno 1978 vi si disputò il primo incontro ufficiale tra due formazioni italiane di football americano, in preparazione al primo campionato ufficialmente riconosciuto dalla federazione, vinto dai Rhinos Milano sui Frogs Gallarate col risultato di 34-0.
Il 25 giugno 2011 vi si è disputato il NineBowl, finale nazionale del Campionato Italiano Football Americano a 9 tra Aquile Ferrara (Campioni North Conference) e Crusaders Cagliari (Campioni South Conference).

## Musica
Nel 2009 lo Stadio Carlo Speroni ha ospitato le riprese del videoclip del singolo Brucia Ancora del gruppo rap milanese Club Dogo in collaborazione con J-Ax.